# William Craven, 1:e earl av Craven (1770–1825)
William Craven, 1:e earl av Craven, född den 28 september 1770, död den 30 juli 1825, var en brittisk officer under Napoleonkrigen.
Craven var äldste son till William Craven, 6:e baron Craven och efterträdde sin far som sjunde baron Craven 1791. Han tjänstgjorde i armén och blev generalmajor. År 1801 upphöjdes han till Viscount Uffington, i Berkshire, och earl av Craven, i Yorkshire. Earltiteln var ett återupplivande av den som hölls av hans släkting och namne på 1600-talet William Craven, 1:e earl av Craven. Han levde tidvis vid Hamstead Marshall i Berkshire.